# Etmopterus polli
Etmopterus polli es una especie de pez de la familia Dalatiidae en el orden de los Squaliformes.

## Morfología
Los machos pueden alcanzar 30 cm de longitud total.

## Reproducción
Es ovovivíparo.

## Hábitat
Es un pez de mar y de aguas profundas que vive entre 300-1.000 m de profundidad.

## Distribución geográfica
Se encuentra desde Guinea hasta Costa de Marfil y desde Nigeria hasta Angola.